# Objectes artificials en òrbita heliocèntrica
Aquest article llista els objectes artificials en òrbita heliocèntrica. Aquesta llista no inclou els objectes que estan sortint del sistema solar, les etapes superiors de les missions robòtiques (només són a la llista les etapes superiors S-IVB de les missions Apollo) o objectes als punts de Lagrange Terra-Sol.

## Estats Units
Després de cada nau, i abans de l'any de llançament, s'indica l'objectiu de la missió.
- Del programa Pioneer:
  - Pioneer 4 – la Lluna (1959)
  - Pioneer 5, Pioneer 6, Pioneer 7, Pioneer 8 i Pioneer 9 – el Sol (1966-1969)
- Del programa Ranger:
  - Ranger 3 – Mart (1961)
  - Ranger 5 – Mart (1963)
- Del programa Mariner:
  - Mariner 2 – Venus (1962)
  - Mariner 3 – per a Mart, però l'embolcall de la sonda a la part superior del coet llançador no s'obrí correctament i es va perdre la comunicació (1964)
  - Mariner 4 – Mart (1964)
  - Mariner 5 – Venus (1967)
  - Mariner 6 i Mariner 7 – Mart (1969)
  - Mariner 10 – Venus i Mercuri (1974-1975)
- Del programa Apollo:
  - Etapa superior S-IVB de l'Apollo 8 (1968)
  - S-IVB de l'Apollo 9 (1969)
  - S-IVB i ML Snoopy (mòdul d'ascens) de l'Apollo 10 (1969)
  - S-IVB i mòdul d'ascens de l'Apollo 11 (1969)
  - S-IVB de l'Apollo 12 (1969) – recapturat temporalment a l'òrbita terrestre el 2002, va tornar a escapar-se el 2003
- ICE – Cometes Giocabinni-Zinner i Halley (1974-1987)
- Mars Observer (1992) – per a Mart, però va fallar abans d'arribar a l'òrbita (1993)
- CONTOUR – feta amb l'objectiu de sobrevolar diversos cometes, però va fallar després del llançament (2002)
- Deep Impact – Cometa Tempel 1
- Genesis – missió de retorn de mostres del vent solar
- Stardust – cometa 81P/Wild
- Telescopi espacial Spitzer (actiu)
- Missió Kepler (actiu)
- STEREO-A and STEREO-B (actiu)

## Unió Soviètica / Rússia
Després de cada nau, i abans de l'any de llançament, s'indica l'objectiu de la missió.
- Luna 1 – objectiu d'estavellar-se a la Lluna (1959)
- Venera 1 – dirigida a Venus, la comunicació es va perdre durant el trajecte (1961)
- Mars 1 – dirigida a Mart, la comunicació es va perdre durant el trajecte (1962)
- Zond 2 – dirigida a Mart, la comunicació es va perdre durant el trajecte (1964)
- Zond 3 – Lluna i espai interplanetari (1965)
- Venera 2 – Venus (1966)
- Mars 4 – objectiu d'orbitar Mart, però va fallar (1974)
- Plataforma de vol de la Mars 6 – Mars (1974)
- Plataforma de vol de la Mars 7 – Mars (1974)
- Mòdul d'aterratge de la Mars 7 – amb l'objectiu d'aterrar a Mart, però va fallar(1974)
- Plataforma de vol de la Venera 11 – Venus (1978)
- Plataforma de vol de la Venera 12 – Venus (1978)
- Plataforma de vol de la Venera 13 – Venus (1982)
- Plataforma de vol de la Venera 14 – Venus (1982)
- Vega 1 – Venus & cometa de Halley (1984-1986)
- Vega 2 – Venus & cometa de Halley (1984-1986)
- Phobos 1 – objectiu de Mart i la seua lluna Fobos, la comunicació es va perdre durant el trajecte (1988)

## Agència Espacial Europea (ESA)
Després de cada nau, i abans de l'any de llançament, s'indica l'objectiu de la missió.
- Helios 1 (missió conjunta dels Estats Units i Alemanya) – Sol (1975)
- Helios 2 (missió conjunta dels Estats Units i Alemanya) – Sol (1976)
- Giotto – cometa de Halley (1986)
- Ulysses (missió conjunta dels Estats Units i la ESA) – Júpiter i els pols nord i sud del Sol (1990)
- Observatori Espacial Herschel
- Observatori Planck

## Japó
Després de cada nau, i abans de l'any de llançament, s'indica l'objectiu de la missió.
- Sakigake – cometa de Halley (1985-1999)
- Suisei – cometa de Halley (1985-1991)
- Nozomi – amb objectiu de Mars, però va fallar (1998-2003)
- Mòdul d'aterratge MINERVA de la Hayabusa – amb l'objectiu de l'asteroide Itokawa, però va fallar (2005)
- IKAROS – sobrevol de Venus (activa)[1]
- DCAM1 i DCAM2 – ejectades de la IKAROS (2010)
- Shin'en – missió fallida a Venus
- SHIN-EN 2 – satèl·lit de radioafició, prova de materials (possiblement actiu)[2]
- ARTSAT2:DESPATCH

## Xina
- Chang'e 2 – sobrevol sobre l'asteroide 4179 Toutatis